# Euxoa incallida
Euxoa incallida là một loài bướm đêm trong họ Noctuidae.